# Miguel Rasch Isla
Miguel Rasch Isla (Barranquilla, 9 de febrero de 1887 - Bogotá, 6 de octubre de 1953). Fue un poeta colombiano considerado uno de los pioneros de la literatura erótica en Colombia debido a sus poemas dionisíacos, con el tema del erotismo y el sexo siempre presentes. Considerado escandaloso por unos, y genio por otros, la obra de Rasch Isla fue atrevida para la época. A petición expresa de sus descendientes no se han vuelto a publicar sus poemas. Se le llegó a llamar “el caballero del soneto”. 

## Biografía
Hijo de Enrique Rasch Silva y Dolores Isla. Descendiente de ciudadanos alemanes y españoles como su bisabuelo y su madre.

## Obras y legado
Miguel Rash Isla escribió varios poemas durante su larga trayectoria. Algunos de los más reconocidos son:
- Rasch Isla, Miguel. A flor del alma, 1911.

- Rasch Isla, Miguel. Para leer en la tarde, 1921.

- Rasch Isla, Miguel. Cuando las hojas caen, 1923.

- Rasch Isla, Miguel. La visión, poema en doscientos tercetos, 1925.

- Rasch Isla, Miguel. La manzana del Edén, 1926.

- Rasch Isla, Miguel. Púrpura y oro - Camafeos Taurinos,1944.